# Muhtar
Un muhtar è il capo villaggio eletto nei villaggi della Turchia. Nelle città, allo stesso modo, ogni quartiere ha un muhtar ma con uno status leggermente diverso. Il muhtar e i loro consigli del villaggio (in turco Azalar or İhtiyar heyeti) sono eletti nelle elezioni locali per cinque anni. Tuttavia, i partiti politici non sono autorizzati a nominare candidati per questi posizioni.

## Muhtar rurali
In ogni villaggio, il muhtar è la più alta carica elettiva del villaggio (non c'è sindaco in un villaggio.) Secondo la legge del villaggio, i compiti dei muhtar sono suddivisi  in due gruppi:
- i compiti obbligatori riguardanti la salute pubblica, l'istruzione primaria, la sicurezza e la notifica di annunci pubblici, ecc.;
- i compiti non obbligatori che dipendono dalle esigenze dei residenti del villaggio.

## Muhtar urbani
Nelle città di medie dimensioni possono esserci decine di quartieri, e nelle grandi città il numero può superare ben oltre il centinaio. Ognuno di queste ha un muhtar. I muhtar urbani hanno meno compiti dei muhtar rurali, che vanno dalla registrazione dei residenti del quartiere, alla fornitura di copie ufficiali dei certificati di nascita e delle carte d'identità.